# علم وراثة الأحياء الدقيقة
علم وراثة الأحياء الدقيقة أو علم الوراثة الميكروبي أو الوراثة الميكروبية (بالإنجليزية: Microbial Genetics)، هو أحد مجالات علم الأحياء الدقيقة والهندسة الوراثية. يدرس علم الوراثة الميكروبي الكائنات الحية الدقيقة لأغراض مختلفة. الكائنات الحية الدقيقة التي لوحظت هي البكتيريا والعتائق. تستخدم بعض الفطريات والأوليات أيضًا للدراسة في هذا المجال. تشمل دراسات الكائنات الحية الدقيقة دراسات التركيب الجيني ونظام التعبير الجيني. الأنماط الجينية هي التكوينات الموروثة للكائن الحي. الهندسة الجينية هي مجال عمل ودراسة ضمن علم الوراثة الميكروبي. إن استخدام تقنية الحمض النووي معاد التركيب هو إحدى عمليات هذا العمل. تتضمن العملية تكوين جزيئات من الحمض النووي الريبوزي منقوص الأكسجين (دنا) مؤتلفة من خلال معالجة تسلسل الدنا. هذا الحمض النووي المنتَج يكون على اتصال مع كائن حي مضيف. الاستنساخ هو أيضًا مثال على الهندسة الوراثية.
منذ اكتشاف الكائنات الحية الدقيقة بواسطة روبرت هوك وأنتوني فان ليوينهوك خلال الفترة (1665-1885)، أستخدمت لدراسة العديد من العمليات ولها تطبيقات في مجالات مختلفة من الدراسة في علم الوراثة. على سبيل المثال: يستخدم العلماء معدلات النمو السريع للكائنات الدقيقة وأوقات التوليد القصيرة لدراسة التطور. تضمنت اكتشافات روبرت هوك وأنتوني فان ليفينهوك تصويرًا وملاحظات وأوصافًا للكائنات الحية الدقيقة. العفنات، هي الفطريات الدقيقة التي قدمها هوك وأعطى عنها صورة. أدى اكتشافه إلى تصنيف العفنات كأول كائن دقيق يوضّح. أسفرت أبحاث أنتوني فان ليفينهوك في الكائنات الأولية الدقيقة والبكتيريا المجهرية عن الملاحظات والأوصاف العلمية. هذه الاكتشافات أنجزت بواسطة مجهر بسيط، والتي أدت إلى فهم الأحياء الدقيقة اليوم واستمرار تقدم فهم العلماء. للوراثة الميكروبية أيضًا تطبيقات في القدرة على دراسة العمليات والمسارات المشابهة لتلك الموجودة في البشر مثل استقلاب الدواء.

## دورها في فهم التطور
يمكن أن يسلط علم وراثة الأحياء الدقيقة الضوء على عمل تشارلز داروين، حيث واصل العلماء دراسة عمله ونظرياته باستخدام الكائنات الحية الدقيقة. على وجه التحديد، تعتبر نظرية داروين في الانتقاء الطبيعي مصدرًا مستخدمًا. تتضمن دراسة التطور باستخدام علم الوراثة الميكروبية العلماء الذين يبحثون في التوازن التطوري. مثال على كيفية تحقيق ذلك هو دراسة الاصطفاء الطبيعي أو انجراف الأحياء الدقيقة. يأتي تطبيق هذه المعرفة من البحث عن الوجود أو الغياب بعدة طرق مختلفة. تتضمن الطرق تحديد مسارات وجينات ووظائف معينة. والتي يمكن للعالم مقارنتها بسلسلة من الجينات المحفوظة بمجرد ملاحظتها. تفتقر عملية دراسة التطور الميكروبي بهذه الطريقة إلى القدرة على إعطاء مقياس زمني لوقت حدوث التطور. ومع ذلك، يمكن للعلماء معرفة معدلات ونتائج التطور من خلال اختبار التطور بهذه الطريقة. تعد دراسة العلاقة بين الميكروبات والبيئة مكونًا رئيسيًا لتطور الجينات الميكروبية.

## الكائنات الحية الدقيقة التي يدرسها علم وراثة الأحياء الدقيقة

### البكتيريا

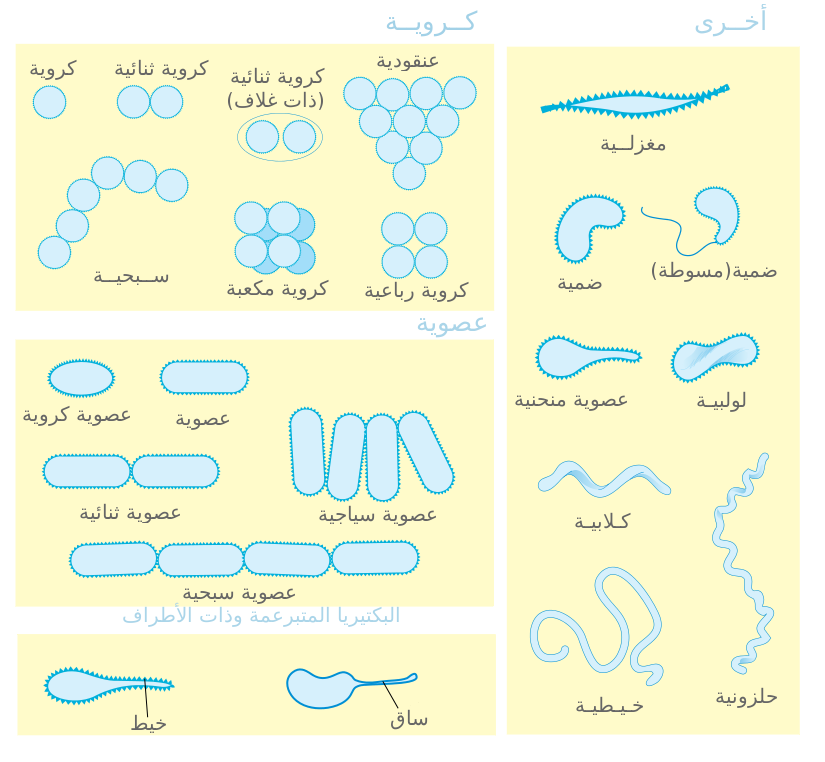
تصنف البكتيريا حسب شكلها.

توجد البكتيريا على هذا الكوكب منذ ما يقرب من 3.5 مليار سنة، وتصنف حسب شكلها. يدرس علم الوراثة البكتيرية آليات معلوماتها الوراثية، كروموسوماتها، بلازميداتها، الجينات القافزة، والعاثيات.
تشمل أنظمة نقل الجينات التي دُرست على نطاق واسع في البكتيريا التحول، الاقتران والتنبيغ. التحول الطبيعي، هو تكيف بكتيري لنقل الحمض النووي بين خليتين من خلال الوسط المتداخل. يعتمد امتصاص الدنا المتبرع به ودمجه في الكروموسوم المتلقي على التعبير عن العديد من الجينات البكتيرية التي توجه منتجاتها هذه العملية. بشكل عام، يعتبر التحول عملية تنموية معقدة تتطلب الطاقة ويبدو أنها تكيف لإصلاح تلف الحمض النووي.
الاقتران البكتيري هو نقل المادة الجينية بين الخلايا البكتيرية عن طريق الاتصال المباشر من خلية إلى خلية أو عن طريق اتصال يشبه الجسر بين خليتين. دُرِس الاقتران البكتيري على نطاق واسع في الإشريكية القولونية، ولكنه يحدث أيضًا في بكتيريا أخرى مثل المتفطرة اللطخه. يتطلب الاقتران اتصالًا مستقرًا وممتدًا بين المتبرع وسلالة المتلقي، وهو مقاوم لديوكسي ريبو نوكلياز، ويدمج الحمض النووي المنقول في كروموسوم المستلم عن طريق التأشيب المتماثل. يُنظم اقتران الإشريكية القولونية عن طريق التعبير عن جينات البلازميد، في حين يُنظم الاقتران الفطري بواسطة الجينات الموجودة على الكروموسوم البكتيري.
التنبيغ، هو العملية التي يحقن من خلالها الحمض النووي الغريب في الخلية عن طريق فيروس أو ناقل فيروسي. التنبيغ هو أداة شائعة يستخدمها علماء الأحياء الجزيئية لإدخال جين غريب بشكل ثابت في جينوم الخلية المضيفة.

### العتائق
العتائق، هي مجال من الكائنات الحية بدائية النواة، وحيدة الخلية، يُعتقد أنها تطورت منذ 4 مليارات سنة. «ليس لديها نواة أو أي عضيات أخرى داخل الخلية». تتكاثر لاجنسيًا في عملية تعرف باسم الانشطار الثنائي. تتضمن دورة انقسام الخلية وقت تكاثر كروموسومات الخلايا الوليدة. تنفصل الخليتان الوليدتان وتنقسم الخلية للمحافظة على البنية الفردية للكروموسوم. تمتلك العتائق القدرة على الحركة وتمتلك السوط، وهو هيكل يشبه الذيل. تتكاثر الكروموسومات البدائية وتنتج خليتين ابنتيتين أحادية التصبغ. تشترك العتائق مع البكتيريا في سلف مشترك، ولكنهم أكثر ارتباطًا بحقيقيات النوى مقارنةً بالبكتيريا. بعض العتائق قادرة على البقاء في البيئات القاسية، مما يؤدي إلى العديد من التطبيقات في مجال علم الوراثة. أحد هذه التطبيقات هو استخدام أنزيمات العتائق في المختبر، والتي ستكون أكثر قدرة على تحمل الظروف القاسية.
دُرِس نقل الجينات والتبادل الجيني في العتائق الملحية: الملحاء العصوية والعتائق أليفة الحرارة: سولفولوبس سولفاتاريكس، وسولفولوبوس أسيدوكالداريوس. يشكل هالوفيراكس فولكاني جسورًا سيتوبلازمية بين الخلايا، التي يبدو أنها تستخدم لنقل الحمض النووي من خلية إلى أخرى في كلا الاتجاهين. عندما يتعرض السولفولوبس سولفاتاريكس والسولفولوبوس أسيدوكالداريوس لعوامل مدمرة للحمض النووي، يُحفز التجميع الخلوي الخاص بالأنواع. ينظم التجميع الخلوي تبادل معرفات الكروموسومات وإعادة التركيب الجيني بفعالية عالية. يظهر أن التجميع الخلوي قد يعمل على تعزيز نقل الحمض النووي الخاص بالأنواع بين خلايا السولفولوبس من أجل توفير إصلاح متزايد للحمض النووي التالف عن طريق إعادة التركيب المتماثل. تنقسم العتائق إلى 3 مجموعات فرعية هي ومولدات الميثان، أليفات الملح، وأليفات الحرارة والحمض. المجموعة الأولى، مولدات الميثان، هي بكتيريا بدائية تعيش في المستنقعات وأمعاء البشر. وهي كائنات حية لاهوائية تموت عندما تتعرض للأكسجين وتلعب دورًا رئيسيًا في تحلل الكائنات الميتة. المجموعة الفرعية الثانية من العتائق البكتيرية، هي الكائنات الحية الموجودة في المناطق ذات تركيز الملح العالي مثل البحيرة المالحة الكبرى والبحر الميت. المجموعة الفرعية الثالثة، هي محبي الحموضة الحرارية، والتي تسمى أيضًا المحبة للحرارة، هي كائنات حية تعيش في المناطق الحمضية. توجد في منطقة ذات مستويات منخفضة من الأس الهيدروجيني مثل الينابيع الساخنة والسخانات. اكتُشفت معظم أليفات الحرارة في حديقة يلوستون الوطنية.
علم وراثة العتائق، هو دراسة الجينات التي تتكون من خلايا خالية من النواة مفردة. تحتوي العتائق على كروموسومات دائرية مفردة تحتوي على أصول متعددة من النسخ المتماثل لبدء تخليق الحمض النووي. يتضمن تكرار الحمض النووي للعتائق عمليات مماثلة بما في ذلك البدء والاستطالة والإنهاء. يختلف البريميز المستخدم في تصنيع الرنا التمهيدي عنه في حقيقيات النوى. إن البريميز بواسطة العتائق هو نسخة مشتقة بدرجة عالية من عزر التعرف على الحمض النووي الريبي (RRM). تأتي العتائق من بكتيريا موجبة الجرام، وكلاهما له طبقة دهنية ثنائية واحدة، وهي مقاومة للمضادات الحيوية. تشبه العتائق الميتوكوندريا في حقيقيات النوى من حيث أنها تطلق الطاقة كأدينوسين ثلاثي الفوسفات (ATP) من خلال تفاعل كيميائي يسمى التمثيل الغذائي. بعض العتائق المعروفة باسم العتائق الضوئية تستخدم طاقة الشمس لإنتاج ATP. يستخدم أدينوسين ثلاثي الفوسفات سينثاز كفسفرة ضوئية لتحويل المواد الكيميائية إلى ATP.
تتشابه العتائق والبكتيريا من الناحية الهيكلية على الرغم من عدم ارتباطهما ارتباطًا وثيقًا بشجرة الحياة. تختلف أشكال كل من البكتيريا والخلايا البدائية عن شكل كروي يُعرف باسم «مكورات» أو شكل قضيب يُعرف باسم «عصويات». كما أنها مرتبطة أيضًا بعدم وجود غشاء داخلي وجدار خلوي يساعد الخلية في الحفاظ على شكلها. على الرغم من أن الخلايا البدائية لها جدران خلوية، إلا أنها لا تحتوي على ببتيدوجليكان، مما يعني أن العتائق لا تنتج السليلوز أو الكيتين. ترتبط العتائق ارتباطًا وثيقًا بحقيقيات النوى بسبب وجود الحمض النووي الريبوزي الناقل الموجود في العتائق، ولا يوجد في البكتيريا. تمتلك العتائق ريبوسومات تشابه تلك الموجودة في حقيقيات النوى التي تتشكل إلى بروتينات. بصرف النظر عن شكل العتائق والبكتيريا، هناك اختلافات أخرى بين هذه المجالات. تُعرف أيضًا العتائق التي تعيش في بيئات قاسية مع مستويات منخفضة من الأس الهيدروجيني مثل بحيرات الملح والمحيطات وفي أمعاء المجترات والبشر باسم أليفات الظروف القاسية. في المقابل، توجد البكتيريا في مناطق مختلفة مثل النباتات والحيوانات والتربة والصخور.

### الفطريات
يمكن أن تكون الفطريات كائنات متعددة الخلايا ووحيدة الخلية، وتتميز عن الميكروبات الأخرى بالطريقة التي تحصل بها على العناصر الغذائية. تفرز الفطريات الإنزيمات في محيطها لتفكيك المادة العضوية. تستخدم الجيناتُ الفطريةُ الخميرةَ والفطريات الخيطية ككائنات نموذجية للأبحاث الجينية حقيقية النواة، بما في ذلك تنظيم دورة الخلية، وهيكل الكروماتين وتنظيم الجينات.
ساهمت الدراسات التي أجريت على فطر العصيباء المبوغة السميكة بشكل كبير في فهم كيفية عمل الجينات. المبوغة السميكة، هو نوع من عفنات الخبز الأحمر من شعبة الفطريات الزقية. يستخدم كنموذج حي لأنه سهل النمو وله دورة حياة فردية تجعل التحليل الجيني بسيطًا لأن السمات المتنحية ستظهر في النسل. يسهَّل تحليل إعادة التركيب الجيني من خلال الترتيب المنظم لمنتجات الانقسام الاختزالي في الأبواغ الزقية. تعيش المبوغة السميكة في بيئتها الطبيعية بشكل رئيسي في المناطق الاستوائية وشبه الاستوائية. غالبًا ما يمكن العثور عليها تنمو على مادة نباتية ميتة بعد الحرائق.
أستخدمت العصيباء المبوغة من قبل إدوارد تاتوم وجورج بيدل في تجاربهما التي فازا بها بجائزة نوبل في الطب أو علم وظائف الأعضاء في عام 1958. وأدت نتائج هذه التجارب مباشرة إلى فرضية جين واحد إنزيم واحد التي ترمز الجينات المحددة لبروتينات معينة. أثبت هذا المفهوم أنه المدفع الافتتاحي لما أصبح علم الوراثة الجزيئي وجميع التطورات التي تلت ذلك.
السكيراء الجعوية هي خميرة من شعبة الفطريات الزقية. أثناء النمو الخضري الذي يحدث عادة عندما تكون العناصر الغذائية وفيرة، تتكاثر السكيراء الجعوية عن طريق الانقسام المتساوي كخلايا ثنائية التصبغ. ومع ذلك، عند الجوع، تخضع هذه الخلايا للانقسام الاختزالي لتشكيل أبواغ أحادية التصبغ. يحدث التزاوج عندما تتلامس الخلايا أحادية الصيغة الصبغية من النوعين المتعاكسين MATa و MATα. مثل هذه الاتصالات متكررة بين خلايا الخميرة وثيقة الصلة في الطبيعة لسببين. الأول هو أن الخلايا من نوع التزاوج المعاكس موجودة معًا في نفس الوعاء، وهو الكيس الذي يحتوي على الخلايا التي تنتج مباشرة من خلال الانقسام الاختزالي الفردي، ويمكن لهذه الخلايا أن تتزاوج مع بعضها البعض. السبب الثاني هو أن الخلايا الفردية من نوع تزاوج واحد، عند انقسام الخلية، غالبًا ما تنتج خلايا من نوع التزاوج المعاكس. خلص تحليل لأسلاف سلالات السكيراء الجعوية الطبيعية إلى أن التهجين يحدث بشكل غير متكرر (مرة واحدة فقط كل 50000 انقسام خلية). تشير الندرة النسبية في طبيعة الأحداث الانتصافية التي تنتج عن التهجين إلى أن الفوائد المحتملة طويلة الأجل للتهجين (مثل توليد التنوع) من غير المرجح أن تكون كافية للحفاظ على الجنس بشكل عام من جيل إلى جيل. بدلاً من ذلك، قد تكون الفائدة قصيرة المدى، مثل الإصلاح التأشبي الانتصافي لأضرار الحمض النووي التي تسببها الظروف المجهدة (مثل الجوع) هي المفتاح للحفاظ على الجنس في السكيراء الجعوية.
المبيضات البيضاء، هي فطر ثنائي الصبغة ينمو على شكل خميرة وخيوط. المبيضة البيضاء هي أكثر مسببات الأمراض الفطرية شيوعًا في البشر. يسبب التهابات الغشاء المخاطي المنهكة والتهابات جهازية قد تهدد الحياة. احتفظت المبيضات البيضاء بجهاز تزاوج مفصل، ولكنه مخفي إلى حد كبير. اقترح جونسون أن استراتيجيات التزاوج قد تسمح للبكتيريا البيضاء بالبقاء على قيد الحياة في بيئة معادية لمضيف من الثدييات.
من بين 250 نوعًا معروفًا من الرشاشيات، حوالي 33 ٪ لديهم حالة جنسية محددة. من بين تلك الأنواع من الرشاشيات التي تظهر دورة جنسية، فإن الغالبية العظمى في الطبيعة متجانسة (تخصيب ذاتي). يتضمن التزاوج الذاتي في فطر الرشاشية المعششة تنشيط نفس مسارات التزاوج المميزة للجنس في الأنواع المتقاطعة، أي أن الإخصاب الذاتي لا يتجاوز المسارات المطلوبة لتهجين الجنس ولكنه يتطلب بدلاً من ذلك تنشيط هذه المسارات داخل فرد واحد. يحدث اندماج النوى أحادية الصيغة الصبغية داخل الهياكل التناسلية التي يطلق عليها اسم كليستوثيسيا، حيث يخضع الزيجوت ثنائي الصيغة الصبغية للانقسامات الانتصافية لإنتاج أبواغ زقية أحادية الصيغة الصبغية.

### الأوليات
الأوليات، هي كائنات وحيدة الخلية، لها نوى وأجسام خلوية فائقة الدقة داخل السيتوبلازم. أحد الجوانب المعينة من الأوليات التي تهم علماء الوراثة البشرية هي سوطها، والتي تشبه إلى حد بعيد سوط الحيوانات المنوية البشرية.
لقد ساهمت دراسات البراميسيوم في فهمنا لوظيفة الانقسام الاختزالي. مثل جميع الهدبيات، يحتوي البراميسيوم على نواة كبيرة متعددة الصبغيات، ونواة واحدة أو أكثر من النوى الدقيقة ثنائية الصبغيات. تتحكم النواة الكبيرة في وظائف الخلايا غير التناسلية، حيث تعبر عن الجينات اللازمة للعمل اليومي. النواة الدقيقة هي النواة التوليدية، أو نواة السلالة الجنسية، التي تحتوي على المادة الوراثية التي تنتقل من جيل إلى آخر.
في مرحلة الانشطار اللاجنسي للنمو، والتي تحدث خلالها الانقسامات الخلوية عن طريق الانقسام المتساوي بدلاً من الانقسام الاختزالي، يحدث شيخوخة النسل مما يؤدي إلى فقدان تدريجي للحيوية. في بعض الأنواع، مثل باراميسيوم تيترايوريليا المدروسة جيدًا، يفقد الخط اللاجنسي للشيخوخة النسيلية الحيوية وينتهي بعد حوالي 200 عملية انشطار إذا فشلت الخلايا في الخضوع للانقسام الاختزالي متبوعًا إما بالزواج الذاتي (الإخصاب الذاتي)، أو الاقتران (التهجين). يزداد تلف الحمض النووي بشكل كبير خلال الانقسامات المتتالية للخلايا النسيليّة وهو سبب محتمل لشيخوخة النسيلة في الباراميسيوم تيترايوريليا.
عندما يحفَّز الباراميسيوم تيترايوريليا كبيرة العمر نسليًا للخضوع للانقسام الاختزالي بالترافق مع الزواج الذاتي أو الاقتران، يُجدَّد النسل، ويكون قادرًا على الحصول على المزيد من الانقسامات الثنائية الانقسامية. تخضع النوى الصغيرة للخلية (الخلايا) للانقسام الاختزالي خلال هاتين العمليتين، وتتفكك النواة الكبيرة القديمة وتتشكل نواة كبيرة جديدة عن طريق تكرار الحمض النووي الميكروي الذي خضع مؤخرًا للانقسام الاختزالي. إن وجد القليل من تلف الحمض النووي في النواة الكبيرة الجديدة فإن هذا يشير إلى أن التجديد مرتبط بإصلاح هذه الأضرار في النواة الدقيقة أثناء الانقسام الاختزالي.

### الفيروسات
الفيروسات كائنات حية مشفرة للقفيصة، تتكون من بروتينات وأحماض نووية يمكن أن تتجمع ذاتيًا بعد تكاثرها في خلية مضيفة باستخدام آلية النسخ المتماثل للمضيف. هناك خلاف في العلم حول ما إذا كانت الفيروسات تعيش بسبب افتقارها إلى الريبوسومات. إن فهم الجينوم الفيروسي مهم ليس فقط للدراسات في علم الوراثة ولكن أيضًا لفهم خصائصها المسببة للأمراض.
العديد من أنواع الفيروسات قادرة على إعادة التركيب الجيني. عندما يصيب فيروسان فرديان أو أكثر من نفس النوع خلية ما، قد تتحد جينوماتها مع بعضها البعض لإنتاج ذرية فيروسية مؤتلفة. يمكن أن يخضع كل من فيروسات الدنا والرنا لعملية إعادة التركيب. عندما يصيب فيروسان أو أكثر، فإن كل منهما يحوي ضررًا جينوميًا مميتًا، يمكن لجينومات الفيروس غالبًا أن تتزاوج مع بعضها البعض وتخضع لإصلاح تأشيب متماثل لإنتاج ذرية قابلة للحياة على نفس الخلية المضيفة. تُعرف هذه العملية بإعادة تنشيط التعددية. الإنزيمات المستخدمة في إعادة تنشيط التعددية متجانسة وظيفيًا مع الإنزيمات المستخدمة في الإصلاح التأشبي البكتيري وحقيقي النواة. عُثر على إعادة تنشيط التعددية مع الفيروسات المسببة للأمراض بما في ذلك فيروس الأنفلونزا، وفيروس نقص المناعة البشرية HIV-1، وفيروس القرد الغدي 40، وفيروس وقس، والفيروس التاجي، وفيروس شلل الأطفال، وفيروس الهربس البسيط بالإضافة إلى العديد من العاثيات.
يمكن لأي كائن حي أن يصاب بفيروس عن طريق إعطاء الطفيليات فرصة للنمو. تتغذى الطفيليات على العناصر الغذائية لكائن حي آخر مما يسمح للفيروس بالازدهار. بمجرد أن يكتشف جسم الإنسان الفيروس، فإنه يخلق خلايا مقاتلة تهاجم الطفيلي/الفيروس؛ تسبب حرفيا في حرب داخل الجسد. يمكن للفيروس أن يؤثر على أي جزء من الجسم مسبباً مجموعة واسعة من الأمراض مثل الأنفلونزا ونزلات البرد والأمراض المنقولة جنسياً. الأنفلونزا هي فيروس ينتقل عن طريق الهواء ينتقل عبر قطرات صغيرة ويعرف رسميًا باسم الإنفلونزا. تنتقل الطفيليات عبر الهواء وتهاجم الجهاز التنفسي للإنسان. يمر الأشخاص المصابون بهذا الفيروس في البداية بالعدوى عن طريق النشاط اليومي العادي مثل التحدث والعطس. عندما يلامس الشخص الفيروس، على عكس نزلات البرد، فإن فيروس الإنفلونزا يصيب الناس على الفور تقريبًا. تتشابه أعراض هذا الفيروس مع نزلات البرد ولكنها أسوأ بكثير. من بين الأعراض العديدة المصاحبة للفيروس أوجاع الجسم والتهاب الحلق والصداع والتعرق البارد وآلام العضلات والتعب. تؤدي العدوى الفيروسية في الجهاز التنفسي العلوي إلى الإصابة بنزلات البرد. مع أعراض مثل التهاب الحلق والعطس والحمى الخفيفة والسعال، عادة ما تكون نزلات البرد غير ضارة وتميل إلى الشفاء في غضون أسبوع أو نحو ذلك. نزلات البرد هي أيضًا فيروس ينتشر عن طريق الهواء ولكن يمكن أيضًا أن ينتقل من خلال الاتصال المباشر. تستغرق هذه العدوى بضعة أيام حتى تظهر الأعراض. وهي عملية تدريجية على عكس الأنفلونزا.

## تطبيقات علم الوراثة الميكروبية

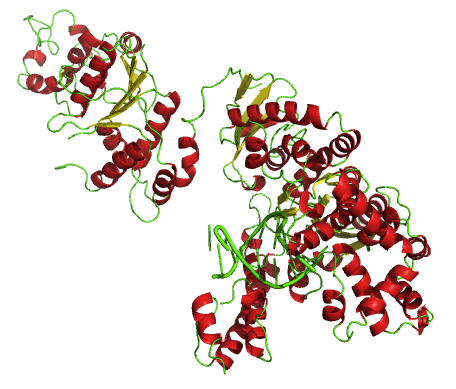
بوليميراز المستحرة المائية الذي يستخدم في تفاعل البلمرة المتسلسل (PCR)

الميكروبات مناسبة بشكل مثالي لدراسات الكيمياء الحيوية والوراثة وقد قدمت مساهمات كبيرة في هذه المجالات العلمية مثل إثبات أن الحمض النووي هو المادة الجينية، وأن الجين له بنية خطية بسيطة، وأن الشيفرة الجينية عبارة عن رمز ثلاثي، ولذلك يُنّظَّم التعبير الجيني من خلال عمليات وراثية محددة. استخدم جاك مونو وفرانسوا جاكوب الإشريكية القولونية، وهو نوع من البكتيريا، من أجل تطوير نموذج أوبرون للتعبير الجيني، والذي يضع أساس التعبير الجيني والتنظيم. علاوة على ذلك، فإن العمليات الوراثية للكائنات الحية الدقيقة أحادية الخلية حقيقية النواة تشبه تلك الموجودة في الكائنات متعددة الخلايا، مما يسمح للباحثين بجمع المعلومات حول هذه العملية أيضًا. هناك بكتيريا أخرى ساهمت بشكل كبير في مجال علم الوراثة وهي المستحرة المائية، وهي بكتيريا تتحمل درجات الحرارة العالية. من هذا الميكروب قام العلماء بعزل إنزيم بوليميراز المستحرة المائية، والذي يستخدم الآن في التقنية التجريبية القوية، تفاعل البوليميراز المتسلسل (PCR). بالإضافة إلى ذلك، أدى تطوير تقنية التنسيل الجزيئي من خلال استخدام البكتيريا إلى ولادة الهندسة الوراثية والتقانة الحيوية الحديثة.
باستخدام الميكروبات، طُوِّرت بروتوكولات لإدخال الجينات في البلازميدات البكتيرية، والاستفادة من تكاثرها السريع لإنشاء معامل حيوية للجين المعني. يمكن أن تنتج هذه البكتيريا المعدلة وراثيًا أدوية مثل الأنسولين وهرمون النمو البشري والإنترفيرون وعوامل تخثر الدم. عادة ما تكون هذه المصانع الحيوية أرخص بكثير في التشغيل والصيانة من الإجراءات البديلة لإنتاج المستحضرات الصيدلانية. فهي تشبه ملايين الآلات الصيدلانية الصغيرة التي لا تتطلب سوى المواد الخام الأساسية والبيئة المناسبة لإنتاج كمية كبيرة من المنتجات. كان لاستخدام دمج جين الأنسولين البشري وحده تأثيرات عميقة على الصناعة الطبية. يُعتقد أن المصانع الحيوية قد تكون المفتاح النهائي لخفض سعر المُركبات الصيدلانية باهظة الثمن التي تنقذ الحياة.
تصنع الميكروبات مجموعة متنوعة من الإنزيمات للتطبيقات الصناعية، مثل الأطعمة المخمرة، وكواشف الاختبارات المعملية، ومنتجات الألبان (مثل الرينين)، وحتى في الملابس (مثل فطر الترايكوديرما الذي يستخدم إنزيمه لمنح الجينز مظهرًا مغسولًا بالحجر).
توجد حاليًا إمكانية لاستخدام الميكروبات كبديل للمواد الخافضة للتوتر السطحي القائمة على البترول. ستظل المواد الخافضة للتوتر السطحي الميكروبية لديها نفس النوع من المجموعات الوظيفية المحبة للماء والكارهة للماء مثل نظيراتها القائمة على البترول، لكن لها مزايا عديدة على منافستها. بالمقارنة، فإن المركبات الجرثومية مزدوجة الألفة لديها ميل قوي للبقاء وظيفية في البيئات القاسية مثل المناطق ذات الحرارة العالية أو درجة الحموضة الشديدة. كل ذلك مع كونها قابلة للتحلل البيولوجي وأقل سمية للبيئة. يمكن أن تكون طريقة الإنتاج الفعالة والرخيصة هذه هي الحل للاستهلاك العالمي المتزايد باستمرار للمواد الخافضة للتوتر السطحي. ومن المفارقات أن تطبيق المواد الخافضة للتوتر السطحي الحيوية الأكثر طلبًا هو صناعة النفط التي تستخدم المواد الخافضة للتوتر السطحي في الإنتاج العام بالإضافة إلى تطوير تركيبات زيت معينة.
تعد الميكروبات مصدرًا وفيرًا للليباز والتي لها مجموعة متنوعة من التطبيقات الصناعية والاستهلاكية. تؤدي الإنزيمات مجموعة متنوعة من الوظائف داخل خلايا الكائنات الحية، لذلك من المنطقي فقط أنه يمكننا استخدامها لأغراض مماثلة على نطاق أوسع. تُفضل الإنزيمات الميكروبية عادةً للإنتاج الضخم نظرًا لتنوع الوظائف المتاحة وقدرتها على الإنتاج الضخم. عادةً ما تكون الإنزيمات النباتية والحيوانية باهظة الثمن بحيث لا يمكن إنتاجها بكميات كبيرة، ولكن هذا ليس هو الحال دائمًا. خاصة في النباتات. تشتمل التطبيقات الصناعية للليباز عمومًا على الإنزيم كمحفز أكثر كفاءة وفعالية من حيث التكلفة في إنتاج المواد الكيميائية ذات القيمة التجارية من الدهون والزيوت، لأنها قادرة على الاحتفاظ بخصائصها الخاصة في ظروف معتدلة وسهلة الصيانة والعمل بمعدل متزايد . تشمل التطبيقات الأخرى الناجحة بالفعل للإنزيمات المحللة للدهون إنتاج الوقود الحيوي، والبوليمرات، والمستحضرات الصيدلانية غير الفراغية، والمركبات الزراعية، ومركبات تعزيز النكهة.
فيما يتعلق بالتحسين الصناعي، تتمثل فائدة طريقة إنتاج المصنع الحيوي في القدرة على توجيه التحسين عن طريق التطور الموجه. ستزداد كفاءة وخصوصية الإنتاج بمرور الوقت من خلال فرض الاختيار الاصطناعي. هذه الطريقة لتحسين الكفاءة ليست جديدة في الزراعة، لكنها مفهوم جديد نسبيًا في الإنتاج الصناعي. يُعتقد أن هذه الطريقة ستكون أفضل بكثير من الطرق الصناعية التقليدية لأن لديك تحسينًا على عدة جبهات. الجبهة الأولى هي أن الكائنات الحية الدقيقة التي تشكل المصانع الحيوية يمكن أن تتطور لتلبية احتياجاتنا. الواجهة الثانية هي الطريقة التقليدية للتحسين الناتجة عن تكامل التقنيات المتقدمة.

## اقرأ أيضا
- علم الوراثة البكتيري